# U-Bahn-Station Rochusgasse
Die Station Rochusgasse der U-Bahn-Linie U3 im 3. Wiener Gemeindebezirk Landstraße wurde am 6. April 1991 eröffnet. Sie verfügt über einen Mittelbahnsteig und erstreckt sich zwei Geschoße unter der Hainburger Straße zwischen der Salmgasse und der Hintzerstraße parallel zur Landstraßer Hauptstraße. Namensgeber ist der Schutzpatron der nahegelegenen Rochuskirche.
Ausgänge führen stadteinwärts mittels Rolltreppen, Aufzug und fester Stiege auf den Rochusmarkt (Ausgang Rochusmarkt), der das Zentrum der Einkaufsstraße Landstraßer Hauptstraße bildet, sowie stadtauswärts mittels Rolltreppen, Aufzug und fester Stiege in den Rochuspark (Ausgang Hainburger Straße), der zusammen mit der U-Bahn-Station Anfang der 1990er Jahre angelegt wurde. Eine Passage führt zur Landstraßer Hauptstraße. Es besteht die Möglichkeit, in die Autobuslinien 4A und 74A umzusteigen. In unmittelbarer Nähe zur Station befindet sich das Einkaufszentrum Galleria.

## Ausgestaltung
Entlang der Bahnsteige wurden steinerne Artefakte dekorativ angebracht, die aus dem römischen Vindobona stammen. Es handelt sich um drei Architrave, einen steinernen Pinienzapfen und zwei Kapitelle, die beim U-Bahn-Bau in der Nähe der Kärntner Straße ausgegraben wurden; der Pinienzapfen war schon 1896 gefunden worden. Die Teile gehörten zusammen und bildeten ein Grabmal oder ein kleines Tempelheiligtum.

## Bildergalerie

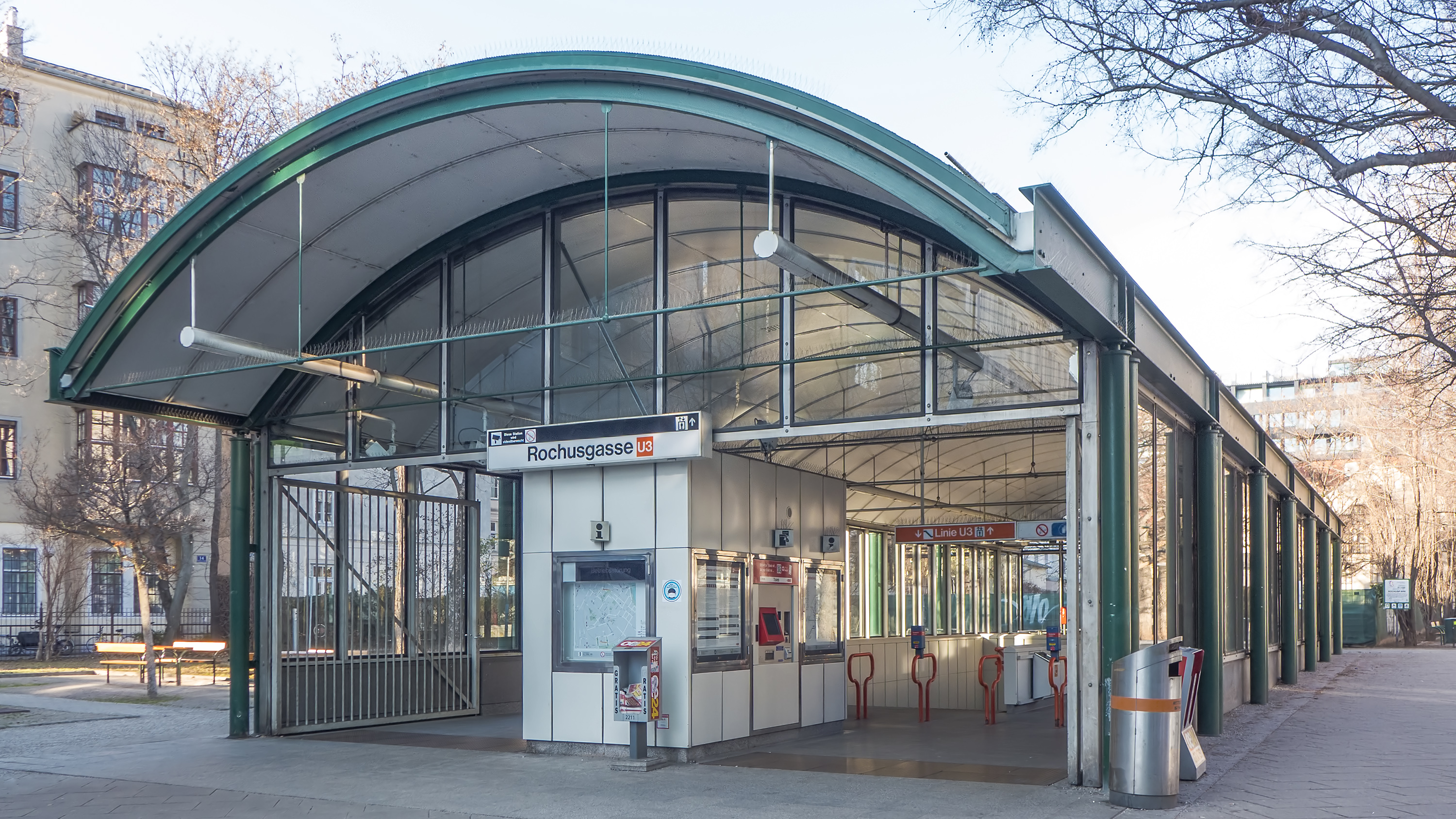
Ausgang Rochuspark
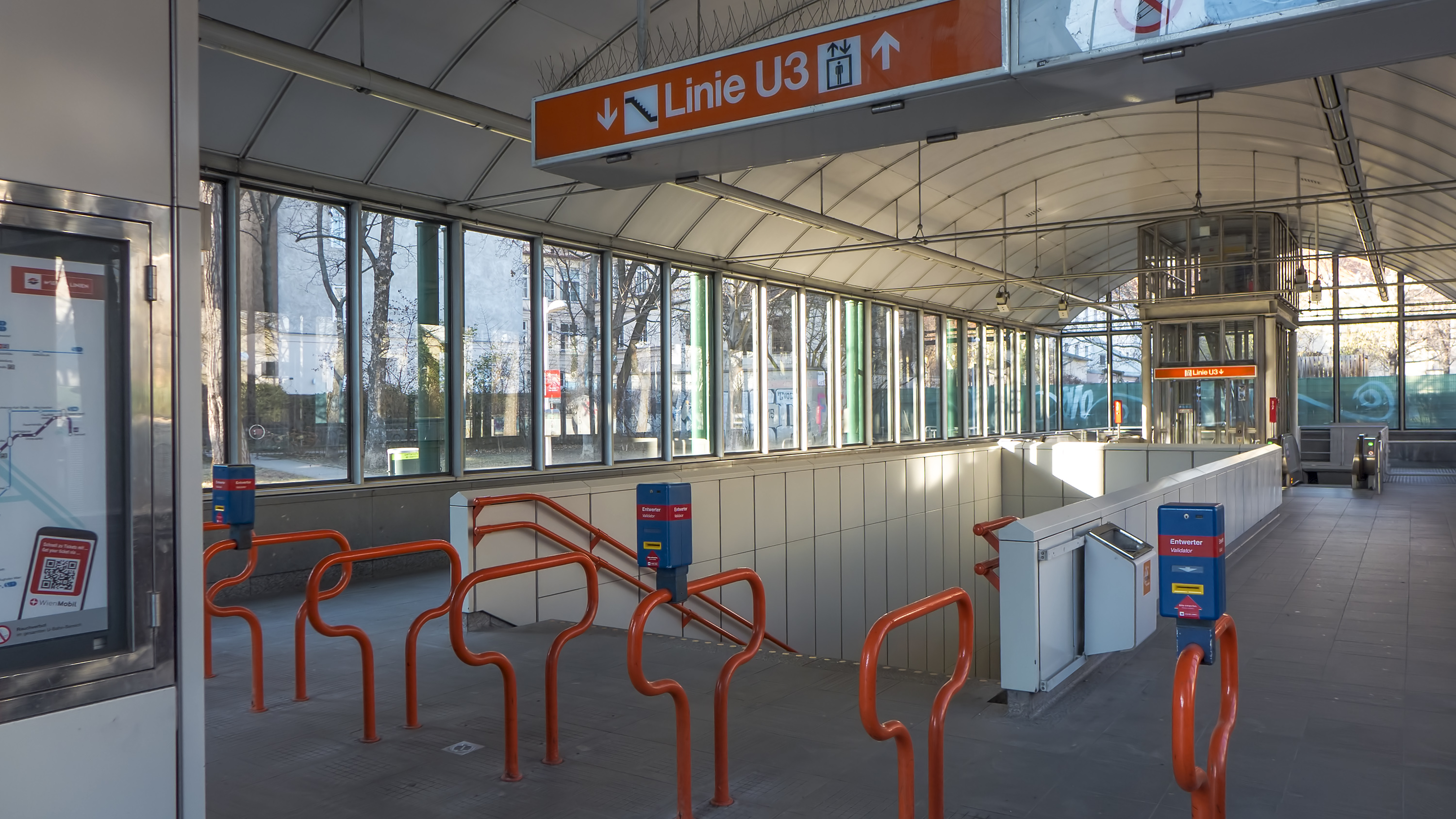
Im Aufnahmegebäude
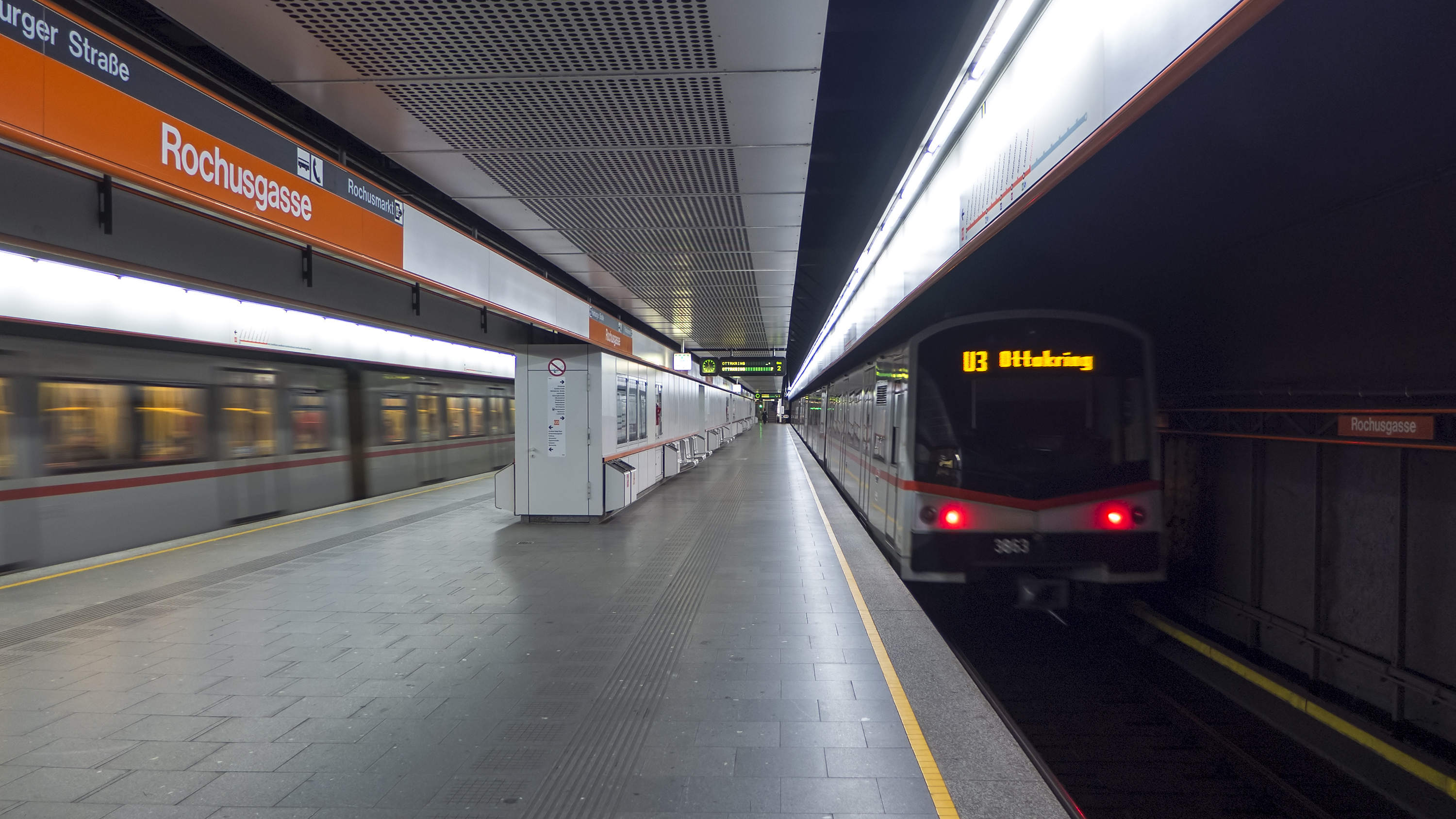
Bahnsteig Richtung Ottakring
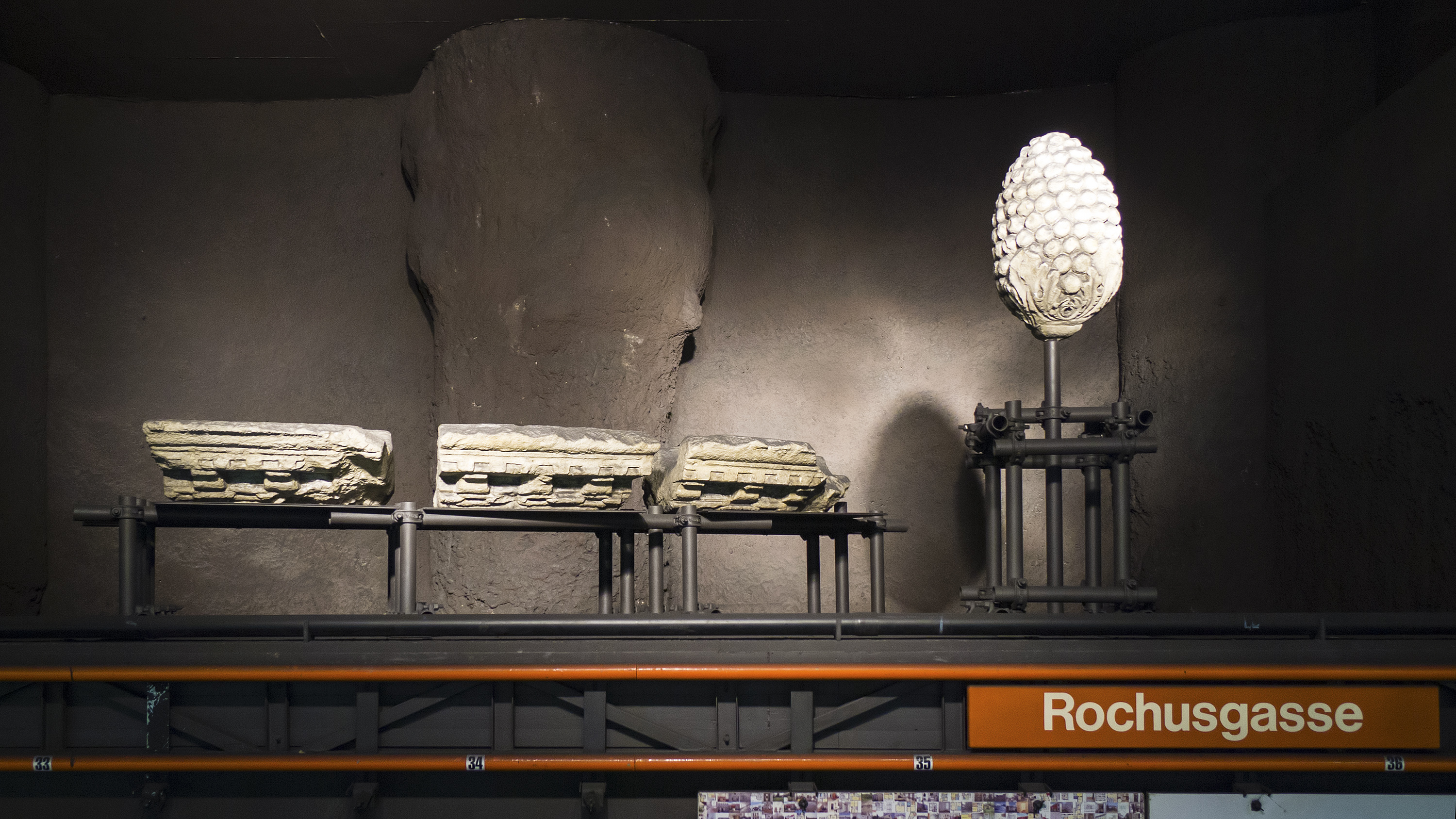
Römische Artefakte am Bahnsteig
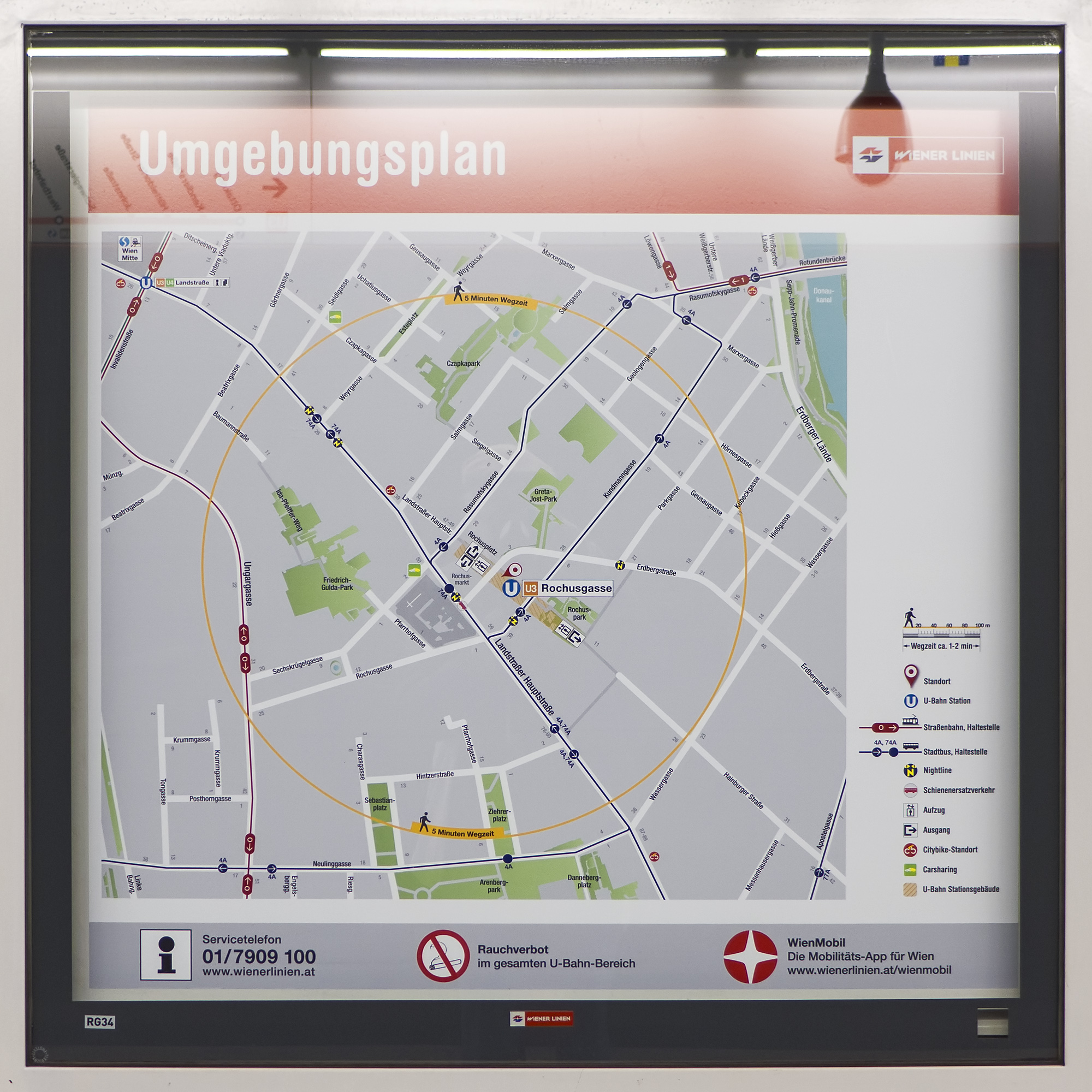
Umgebungsplan